# Marie-Josée Franková
Marie-Josée Meyersová-Franková (* 12. dubna 1952, Echternach) je lucemburská politička. Od roku 1994 je členkou Křesťanskosociálně lidové strany (CSV).
Marie-Josée je členkou Poslanecké sněmovny zastupující volební obvod Est. Poprvé byla zvolena do sněmovny ve volbách v roce 1999, čímž se posunula o čtyři hlasy před Nicolase Strotze, který byl zvolen na třetím místě v seznamu CSV ve volebním obvodu (ve kterém byli zvoleni tři členové CSV).
Do roku 2011 byla starostkou Betzdorfu, v této funkci působila od 1. ledna 2000 a od 1. srpna 1996 zasedala v komunální radě v Betzdorfu.